# Agnes Hargne Wallander
Agnes Hargne Wallander, född 9 april 1988 i Stockholm, är en svensk skådespelare.

## Biografi
Agnes Hargne Wallander har varit verksam på bland annat Unga Dramaten i Älvsborgsbron, Moment:Teater i Körsbärsträdgården, Potato Potato i Radikal Vänskap och Talanglösa Martyrer, Byteatern Kalmar Läns Teater i Imorgon och Imorgon och Imorgon av Lucas Svensson och På Flykt. Har även arbetat på 4:e teatern, Öresundsteatern, TeaterVariant och Teater Galeasen, samt med projekt som Det Sovande Folket av Johanna Emanuelsson och 110% mig själv. Hon har också arbetat med film och TV, bland annat i Andra Avenyn, Svalan, katten, rosen, döden och nu senast med Arne Dahl och Gentlemen och Gangsters. 2009 vann hon pris för bästa kvinnliga huvudroll på både Pixelfestivalen och Novemberfestivalen för sin prestation i Tätt Intill av Josephine Adams. 
Hargne Wallander gick 2012 ut skådespelarutbildningen vid Teaterhögskolan i Malmö.

## Filmografi
- 2005 – Svalan, katten, rosen, döden
- 2007 – En vanlig dag (kortfilm)
- 2007 – Andra Avenyn (TV-serie)
- 2008 – Tätt intill (kortfilm)
- 2009 – Because the night (kortfilm)
- 2010 – Natten är mörk (kortfilm)
- 2011 – Attack i gryningen (kortfilm)
- 2013 – Demonen (kortfilm)
- 2015 –  Blå Ögon[1] (TV-serie)
- 2015 – Arne Dahl: Mörkertal (TV-miniserie)
- 2016 – Gentlemen & Gangsters (TV-miniserie)
- 2018 – Systrar (TV-serie)
- 2020 – Morden i Sandhamn (TV-serie)

## Teater (ej komplett)
| År   | Roll | Produktion                                       | Regi                 | Teater        |
| ---- | ---- | ------------------------------------------------ | -------------------- | ------------- |
| 2011 |      | Älvsborgsbron                                    |                      | Unga Dramaten |
| 2012 |      | Körsbärsträdgården                               |                      | Moment:Teater |
| 2020 |      | Nattfolket                                       |                      | Byteatern     |
| 2021 |      | Kalasa med Vasa Gertrud Larsson och Åsa Asptjärn | Öllegård Grounstroem | Riksteatern   |